# Cehal
Cehal es una comuna ubicada en el distrito de Satu Mare, Rumania.

## Superficie
Posee una superficie de 65,43 kilómetros cuadrados.

## Demografía
Hasta 2021 la población era de 1279 habitantes, con una densidad de población de 19,55 habitantes por kilómetro cuadrado.